# Cupe (joc de cărți)
Cupe este un joc de cărți de tip „evaziune”, care poate fi practicat de patru jucători, deși cele mai multe variații pot fi cu trei până la șase jucători. A fost înregistrat pentru prima dată în America în anii 1880 și are multe variante; acestea includ, în special, Black Lady și Black Maria. Jocul este un membru al familiei whist  (care include și Bridge și Pici), dar jocul este neobișnuit printre variantele de whist, prin faptul că este un joc de evitare a câștigării mâinilor; jucătorii evită să câștige anumite cărți de penalizare într-o mână, de obicei, evită pur și simplusă să câștige. Jocul original de cupe a fost înlocuit aproape în totalitate de Black Lady în Statele Unite și de Black Maria în Marea Britanie

## Istorie
Jocul de cupe, cunoscut în prezent, își are originea dintr-o familie de jocuri conexe numite Reversis, care a devenit popular în jurul anului 1750 în Spania. În acest joc, a fost acordat un punct de penalizare pentru fiecare truc câștigat, plus puncte suplimentare pentru capturarea J ♥ sau Q ♥ . Un joc similar numit „Four Jacks”, fiind  centrat în jurul evitării oricărui truc care conține un Jack, ce penaliza jucătorii cu un punct si doua  J ♥. 
Cupe îniși au apărut în Statele Unite în anii 1880, The Standard Hoyle din 1887 raportând că a fost jucat doar acolo „în ultimii cinci ani” și a fost „probabil de origine germană”. Acesta a descris Cupe drept „ jocul cel mai plăcut, provocator de râs”. Era un joc fără atu, care a stimula trucuri pentru patru jucători, folosind un pachet complet de cărți, scopul fiind acela de a evita luarea inimii în trucuri. Formatul de bază s-a schimbat puțin de atunci. Două variante de notare au fost menționate sub denumirea „Joc dublu sau vultur”. Primul a fost precursorul pentru Spot Hearts, în care cărțile cupă costă  în jetoane: Ace 14, King 13, Queen 12, Jack 11 și cardurile pip având valoarea nominală. A doua schemă de scor a fost: Ace 5, King 4, Queen 3, Jack 2 și toate pipurile 1 cip fiecare. 
Q ♠ a fost introdus inițial într-o variantă numită în mod diferit, Discard Hearts sau Black Lady în 1909; acesta a devenit de atunci jocul standard al grupului Hearts din America, unde este adesea, oarecum confuz, numit „Hearts”. Din start a adăugat funcția de a transmite cărți nedorite altor jucători după acord; ideea „împușcării lunii” a venit mai târziu. 
În anii 1920, a fost introdusă variația J ♦ (zece puncte pozitive), iar la ceva timp, scorul a fost inversat, astfel încât punctele de penalizare au fost exprimate ca pozitive în loc de negative. 
Între timp, în Marea Britanie, jocul Black Maria, cu cărțile sale de penalizare suplimentare în costum de pică, a apărut în 1939  și, atât el, cât și inima Omnibus sunt „suficient de diferite și populare pentru a justifica descrierile ca jocuri separate”. 
Jocul a crescut în popularitate prin intermediul site-urilor de jocuri pe Internet. 

## Cele mai vechi reguli (1887)
Următoarele reguli se bazează pe cele publicate în The Standard Hoyle din 1887. 

### Preliminarii
Jocul este de obicei jucat de patru jucători, dar pot fi găzduiți de la trei până la șase (vezi mai jos). Scopul este de a evita tragerea de cărți cupe. Pachetul este amestecat de dealer, tăiat de jucător la dreapta sa și apoi distribuit în sens orar începând cu jucătorul din stânga până când fiecare jucător are treisprezece cărți. Nu există atuuri. Dacă cărțile sunt distribuite greșit, tranzacția trece la stânga. 

### Joc
Cel din stânga dealerului deschide jocul. Jucătorii trebuie să-i urmeze exemplul, dând aceeași culoare, dacă pot; altfel pot arunca orice carte. Mâna este câștigată de cea mai mare carte a culorii în joc, iar câștigătorul deschide lurmătoarea rundă. Dacă un jucător revocă, pierde runda și plătește penalizarea acordată în jetoane. 

### Scor
Dacă un jucător ia toate cele 13 cupe, plătește 13 jetoane: patru fiecărui adversar și unul pentru masă. În caz contrar, jucătorul cu cel mai mic număr de cupe câștigă, iar ceilalți îi plătesc în jetoane numărul de cupe pe care le-au luat. Dacă doi sau mai mulți jucători au cel mai mic număr de jetoane, ei împart prada. Dacă un jucător revocă pentru a evita să ia 13 jetoane, el plătește 8 fiecărui adversar. 

#### variante
Există două variante de notare cunoscute sub numele de Double Game of Hearts (sau Eagle Game of Hearts): 
1. Cupele notează următoarele în jetoane: Ace 14, King 13, Queen 12, Jack 11 și  cardurile pip valoarea lor nominală (de exemplu, cele nouă valorează 9 jetoane)
2. Cupele notează următoarele în jetoane: Ace 5, King 4, Queen 3, Jack 2 și cardurile pip valoarea lor nominală.

## Reguli actuale (2009)
Următoarele reguli se bazează pe Arnold (2011). 

### Preliminarii
Pot fi gazduiți de la trei jucători până la șase , dar varianta de patru jucători este cea mai eficientă și mai indicată. Se folosește un pachet standard. Timp de trei jucători, 2 ♣ este îndepărtat; pentru cinci jucători, 2 ♣ și 2 ♦ sunt îndepărtați, pentru șase jucători cei 3 ♣, 2 ♣, 2 ♦ și 2 ♠ sunt eliminați. Jucătorii trag cărți pentru a determina primul dealer; cele mai mici oferte. Oferta și jocul sunt în sensul acelor de ceasornic. Distribuitorul le amestecă și cele mai tinere mâini (dreptul dealerului) le taie. Distribuitorul împarte apoi toate cărțile, individual și cu fața în jos, începând cu mâna cea mai în vârstă. 

### Joc
Mâna cea mai în vârstă conduce la primul truc. Jucătorii trebuie să-și urmeze exemplul, dacă pot; altfel pot juca orice carte. Trucul este câștigat de cea mai mare carte a simbolului aferent, iar câștigătorul trucului conduce la următorul. 

### Scor
Fiecare  cupă capturată suportă un punct de penalizare, existând treisprezece puncte de penalizare în toto. Câștigătorul este jucătorul cu cel mai mic scor după un număr convenit de oferte. În mod alternativ, un scor țintă poate fi convenit (cum ar fi 80 pentru patru jucători) și când primul jucător atinge ținta, jocul se încheie. Jucătorul cu cel mai mic scor câștigă. 
Dacă cupa este jucată pentru miză, scorul mediu este elaborat, iar cei de deasupra plătesc diferența într-un pool, în timp ce cei de sub acesta atrag diferența. 

## Variante

### Cupe de licitație
Varianta din Auction Hearts apare pentru prima dată în ediția din 1897 a Foster’s Complete Hoyle . Este un joc pentru patru jucători, deși cinci sau șase pot „forma o masă”. Caracteristica sa nouă este că, după acord, jucătorii pot licita în succesiune pentru a declara procesul penal. Mâna cea mai în vârstă începe licitarea, precizând numărul de jetoane pe care este dispus să le plătească pentru privilegiul de a numi simbolul; jucătorii care urmează pot trece sau să depună o ofertă mai mare. Dealerul este ultimul și există o singură rundă de ofertare. Jucătorul care câștigă licitația își plătește oferta în bazin și duce la primul truc.  

### Black Jack
Black Jack a apărut în același timp cu Black Lady, ambele ca nume alternative pentru numele mai general al Discard Hearts. Renunțați la Hearts, așa cum sugerează și numele, a introdus pentru prima dată în Hearts conceptul de eliminare (numit și trecere sau schimb). Este identic cu jocul de bază al Black Lady, dar cu Jack of Spades ca fiind cartonașul penal, în valoare de 10 „cupe” (adică puncte).  Este menționat ultima dată de Gibson în 1974, doar de această dată cu aceeași penalizare ca Black Lady de 13 puncte. 

### Black Lady
Black Lady a apărut în 1909, moment în care a fost numită și Discard Hearts, și de atunci a devenit cea mai populară variantă din Statele Unite, depășind Hearts în sine pentru a deveni un joc la propriu. Este frecvent, și confuz, numit și cupă, nu în ultimul rând în versiunile de jocuri pe calculator. Cu toate acestea, caracteristica sa deosebită este că Regina Spadelor, Black Lady, este o carte de penalizare suplimentară în valoare de 13 puncte. Prima descriere a jocului a inclus deja caracteristica de a arunca cărțile aproapelui după acord. De-a lungul timpului, jocul a dezvoltat elaborari precum „tragerea lunii” și trecerea cărților în direcții diferite cu fiecare afacere.  

### Black Maria
Black Maria este varianta britanică a Cupelor (Hearts în engleză) și dispune de trei cărți de penalizări suplimentare - A♠ valorează 10 puncte, K ♠ valorează 7 puncte și Black Maria sau Q ♠ valorează 13 puncte. A fost descris prima dată de Hubert Phillips la mijlocul secolului XX. De obicei, include trecerea la dreapta (nu la stânga ca în alte variante), ceea ce este considerat mai dificil, deoarece nu cunoașteți niciuna dintre cărțile jucătorului următor. Tragerea lunii este o regulă opțională.  În mod confuz, uneori numele Black Lady este dat acestui joc, iar alteori Black Lady se numește Black Maria. 

### Cupe de anulare
Cupa de anulare este descrisă pentru prima dată în 1950 de Culbertson și este o variantă concepută pentru un număr mai mare de jucători, de obicei între 6 și 11 jucători, folosind două punți mixate împreună. Dacă exact aceeași carte este jucată de două ori într-un singur truc, cărțile se anulează reciproc și niciuna nu poate câștiga trucul. Dacă două astfel de perechi apar în același truc, tot trucul este anulat și cărțile sunt transmise câștigătorului trucului următor. 

### Cupe Domino
O altă variantă remarcată prima dată de Foster în 1909, a cărei caracteristică cheie este aceea că este jucat cu un stoc. Fiecare jucător primește șase cărți, iar restul sunt așezate cu fața în jos pe masă. Atunci când un jucător nu este în măsură să urmeze, trebuie să tragă cărți, pe rând, din stoc până când poate urma. Ultimul jucător care deține cărți trebuie să ridice cărțile rămase în stoc și să le numere cu trucurile sale. Fiecare inimă luată obține un punct de pedeapsă. De îndată ce orice jucător atinge sau depășește treizeci și unu de puncte, jocul s-a încheiat, iar câștigătorul este jucătorul cu cele mai puține inimi înscrise. 

### Cupe grecești
Cupele grecești este un nume dat cel puțin la trei variante diferite. În cea mai veche versiune, despre care vorbesc Phillips și Westall (1939), este jucată pe scară largă în Grecia, de aceea o numesc „Cupele grecești”. Q ♠ obține 50 de puncte de penalizare, A ♥ punctează 15, figurile 10 și  restul cupelor au valoarea nominală. Un jucător care ia toate cărțile de penalizare înscrie 150, adică primește 150 de puncte de fiecare adversar. Există mult mai mult în joc decât în„ Slippery Anne ”(Black Lady). Între timp, Culbertson (1950) îl descrie ca fiind jocul lui Black Lady cu 3 modificări: trei cărți sunt întotdeauna trecute la dreapta, J ♦ contează cu 10 puncte în plus, iar cardul cupă nu poate fi dus la primul truc. a jocului.  Versiunea Maguire (1990) este în mod esențial locul cupei cu trecerea spre stânga  și Parlett (2008) are un sistem de notare similar cu originalul, cu Q ♠ evaluată la 50 de puncte de penalizare, A ♥ la 15, instanțe cu 10 fiecare, dar cupele rămase doar 1 fiecare. 

### Heartsette
Heartsette este o altă variantă foarte timpurie care este încă jucată. Trăsătura sa distinctivă este o <i>văduvă</i> . Când se joacă patru, distractul cu pică este înlăturat, douăsprezece cărți sunt distribuite fiecărui jucător, iar celelalte trei cărți sunt așezate cu fața în jos în centrul mesei pentru a forma văduva. Pentru alte numere de jucători se folosește pachetul complet, văduva cuprinzând trei cărți când se joacă trei, două când cinci joacă și patru când șase joacă. Jucătorul care câștigă prima mână ia văduva și orice inimă conține. El poate să se uite la aceste cărți, dar poate să nu le arate nimănui. În caz contrar, jocul se joacă la fel de normal. Diferența cheie față de Cupele de bază este că primul câștigător este singurul care a știut câte și ce cupe mai sunt de jucat. 

### Cupe Joker
Cupa Joker este înregistrată încă din 1897.  Unul sau mai mulți Jokers sunt adăugați, care poate fi jucat oricând (indiferent dacă este posibil în următorul proces).  Nu pot câștiga trucuri și nici să marcheze puncte de penalizare. 

### Cupe Omnibus
În 1950, Culbertson a raportat că Omnibus Hearts „a devenit rapid cel mai popular dintre jocurile Hearts” și a fost așa numit pentru că a inclus toate caracteristicile găsite în diferiți membri ai familiei Hearts, iar Arnold afirmă că este „suficient de diferit și popular pentru justificați a fi descris ca un joc separat. "  De fapt, Omnibus Hearts este într-adevăr o variantă a Black Lady la care s-a adăugat cartonașul bonus al celor 10 ♦ care câștigă 10 puncte în plus pentru jucătorul care o ia într-un truc. . Dacă un jucător ia toate cele cincisprezece ghișee ( 10 ♦, Q ♠ și treisprezece cupe), el obține 26 de puncte în plus pentru acordare, iar restul scor zero (remarcând faptul că în regulile lui Black Lady ale lui Culbertson, ceea ce se numește acum împușcarea lunii nu e benefic pentru distribuirea cărților.  Arnold (2011) afirmă că cupa omnibus este consideraăt cea mai bună versiune a Cupelor de către mulți jucători. . Jocul se încheie când un jucător ajunge sau depășește 100 de puncte de penalizare, prin care jucătorul cu cel mai mic scor câștigă. 

### Cupe de parteneriat
Este o variantă recentă pentru a permite jucătorilor să joace în parteneriat. Există trei versiuni ale Parteneriatelor cupelor. În primul rând, partenerii stau unul lângă altul și își combină scorurile, o echipă care trage cu succes luna determinând celălalt să obțină 52 de puncte de penalizare. În cea de-a doua, partenerii se confruntă de asemenea la masă, dar păstrează scoruri individuale. Un jucător care trage luna trebuie să facă acest lucru singur. Când orice jucător ajunge la 100 sau mai mult, partenerii își combină scorurile și echipa cu scorul mai mic câștigă. A treia este cu adevărat o variantă a Omnibus Hearts cu o ofertă benefică. După acord, jucătorii au făcut eforturi să tragă luna luând toate trucurile. Jucătorul care deține ♦ 10 devine partenerul tăcut al ofertantului câștigător și își combină scorurile. Dacă nimeni nu licită, jocul este jucat ca în Omnibus Hearts fără parteneriate. 

### Locul cupei
Locul cupei apare ca o variantă în prima descriere a Cupei în 1887, deși denumită Double Game of Hearts sau Eagle Game of Hearts,  fiind numită pentru prima dată ca locul cupei de Foster în 1897. Ambele nume continuă să fie folosite până în anii 1920 când Locul cupei devine numele standard al jocului. Diferența cheie este că cupa valorează acum valori cuprinse între 2 și 14, mai degrabă decât să valoreze 1 cip (sau punct de penalizare) fiecare. Valorile reale sunt: Ace 14, Regele 13, Regina 12, Jack 11 și pipurile își notează valoarea nominală. Foster remarcă că „acest lucru nu adaugă nimic interesului sau abilității jocului, ci mai degrabă tinde să creeze confuzie și întârziere, din cauza numeroaselor dispute privind corectitudinea numărării”.  Cu toate acestea, jocul a fost listat regulat până în zilele noastre cu Little Giant Encyclopedia (2009), oferind un nume alternativ de Chip Hearts.  Regulile moderne, totuși, au tendința de a înscrie Ace ca 1 punct de penalizare, mai degrabă decât originalul 14. 

### Alte variante
- „4–5–4 cupe”: pentru patru jucători, regula de trecere este modificată astfel încât fiecare jucător să treacă 4 cărți fiecărui vecin și 5 cărți, astfel încât mâinile să fie jucate exclusiv cu cărțile primite de la adversari.
- „500 de cupe”: pentru patru sau mai mulți jucători, se folosește un pachet de 500 de cărți, care adaugă 11s și 12s (nu se folosesc cele 13 roșii) și crește numărul de cărți la 60.
- „Booster Nines”: Dacă se joacă o nouă, trucul este prelungit cu o rundă. [24]

## Strategie

### Conducând cupe mai devreme
După ce au evaluat mâna, jucătorii ar trebui să decidă dacă ar putea să-i transmită cupa adversarilor săi sau să încerce să-i capteze pe toți. Cu toate că pare înțelept să joci cupele joase mai întâi, de obicei este mai bine să te ții de ele până când este mai clar, de la căderea cărților, căruia îi dai. Inimile joase sunt deosebit de la îndemână pentru a trece mai departe în periculoase câteva trucuri finale. Excepția este atunci când cărțile simple ale simbolului sunt înalte sau periculoase, dar inimile sunt relativ scăzute. În acest caz, s-ar putea să fie mai bine să-i zguduie inimile mai devreme. 

### Golurile
Un gol este atunci când un jucător nu are cărți de o anumită culoare. În general, aceasta este o situație extrem de avantajoasă, deoarece împiedică jucătorul să câștige orice puncte în acea culoare și oferă un mijloc de a dispune de cărți slabe. Acestea pot fi create în mod intenționat cu o bună strategie de trecere sau pot apărea de la sine.

## Notițe
1. ↑  Sources giving the name Black Lady as an alternative for Black Maria include The Card Game Set (2003) and its successor The Card Game Bible (2014). Sources giving the name Black Maria to Black Lady include Bathe (1998) and Katz (2012).
2. ↑  See, for example, Little Giant Encyclopedia (2009) and Glenn and Denton (2003).

## Literatură
- _ (2009), Little Giant Encyclopedia, New York, London: Sterling, ISBN 978-1-4027-6417-2
- _ (1887), The Standard Hoyle, New York: Excelsior
- Ander, Tim (2018), How to Play Hearts, CRB Publishing, ISBN 1-98099-978-3
- Andrews, Joseph (1998), Win at Hearts, Bonus Books, ISBN 1-56625-110-9
- Arnold, Peter (1995), The Book of Card Games, Barnes & Noble, ISBN 1-56619-950-6
- Arnold, Peter (2011), Chambers Card Games, London: Chambers Harrap, ISBN 978-0550-10179-2
- Culbertson, Ely (1950), Culbertson’s Hoyle, Greystone Press
- Culbertson, Ely (1957),  Phillips, Hubert, ed., Culbertson’s Card Games Complete, Watford: Argo
- Foster, Robert Frederick (1897), Foster’s Complete Hoyle (ed. 3rd), New York and London: Frederick.A. Stokes
- Foster, Robert Frederick (1909), Foster’s Complete Hoyle, New York: Frederick A. Stokes
- Gibson, Walter Brown (1974), Hoyle’s Modern Encyclopedia of Card Games, Dolphin
- Glenn, Jim; Denton, Carey (2003), The Treasury of Family Games, Reader's Digest Association, ISBN 978-07621-0431-4
- Maguire, Jack (1990), Hopscotch, Hangman , Hot Potato & Ha Ha Ha, New York, London, Toronto, Sydney: Simon & Schuster, ISBN 0-671-76332-6
- Morehead, Albert H, ed. (2001), Hoyle’s Rules of Games, New York: Plume, ISBN 978-1-101-10023-3
- Parlett, David (1987), The Penguin Book of Card Games, London: Treasure Press, ISBN 1-85051-221-3
- Parlett, David (2008), The Penguin Book of Card Games, London: Penguin, ISBN 978-0-141-03787-5
- Phillips, Hubert; Westall, B.C. (1939), The Complete Book of Card Games, London: Witherby

### Fictiune
- Sweedo, Nicholas (2014), The Nightingale Moon, Little Creek Press, ISBN 0-98997-802-8